# Saragossa (prowincja)
Saragossa (hiszp. Zaragoza) – prowincja w północno-wschodniej Hiszpanii, wchodząca w skład wspólnoty autonomicznej Aragonia. Graniczy z prowincjami: Lleida, Tarragona, Teruel, Guadalajara, Soria, La Rioja, Nawarra i Huesca. Prowincja zajmuje powierzchnię 17 274 km², liczba ludności (2007) wynosi 932 502 mieszkańców. Stolicą prowincji jest Saragossa, która jest zarazem największym miastem i stolicą Aragonii.

## Comarki
W skład prowincji Saragossa wchodzą następujące comarki:
w całości:
- Aranda
- Bajo Aragón-Caspe
- Campo de Borja
- Campo de Cariñena
- Campo de Belchite
- Campo de Daroca
- Cinco Villas
- Comunidad de Calatayud
- Ribera Alta del Ebro
- Ribera Baja del Ebro
- Saragossa
- Tarazona y el Moncayo
- Valdejalón

częściowo (niektóre gminy w tych comarkach należą do prowincji Huesca):
- Bajo Cinca
- Hoya de Huesca
- Jacetania
- Los Monegros

| Miasto                    | Ludność | Lokalizacja (comarka)  |
| ------------------------- | ------- | ---------------------- |
| Saragossa                 | 666 129 | Saragossa              |
| Calatayud                 | 21 905  | Comunidad de Calatayud |
| Ejea de los Caballeros    | 17 178  | Cinco Villas           |
| Utebo                     | 16 966  | Saragossa              |
| Tarazona                  | 11 095  | Tarazona y el Moncayo  |
| Caspe                     | 8848    | Bajo Aragón-Caspe      |
| Tauste                    | 7690    | Cinco Villas           |
| La Almunia de Doña Godina | 7633    | Valdejalón             |
| Zuera                     | 7288    | Saragossa              |
| Alagón                    | 6894    | Ribera Alta del Ebro   |